# Ilheus Challenger 1990
L'Ilheus Challenger 1990 è stato un torneo di tennis facente parte della categoria ATP Challenger Series nell'ambito dell'ATP Challenger Series 1990. Il torneo si è giocato a Ilhéus in Brasile dal 15 al 21 ottobre 1990 su campi in cemento.

## Vincitori

### Singolare
Luis Herrera ha battuto in finale  Patrick Baur con il punteggio di 6–2, 6–2

### Doppio
Hendrik Jan Davids /  Jacco Eltingh hanno battuto in finale  Roger Smith /  Tobias Svantesson con il punteggio di 4–6, 6–3, 6–4